# Marcus D'Amico
 (juillet 2019).
Si vous disposez d'ouvrages ou d'articles de référence ou si vous connaissez des sites web de qualité traitant du thème abordé ici, merci de compléter l'article en donnant les références utiles à sa vérifiabilité et en les liant à la section « Notes et références ».
Marcus D'Amico, né le 4 décembre 1965 à Francfort (Allemagne) et mort le 16 décembre 2020 en Oxfordshire (Royaume-Uni), est un acteur de cinéma, de télévision et de théâtre connu pour son rôle de Michael "Mouse" Tolliver dans la minisérie originale des Chroniques de San-Franscico en 1993. Il a également participé à diverses productions théâtrales. Il a fait quelques brèves apparitions dans Superman II et Full Metal Jacket.

## Filmographie

### Cinéma
- 1980 : Superman II : Willie
- 1987 : Full Metal Jacket : Hand Job
- 1989 : The Long Weekend (O'Despair) : Greg

### Séries télévisées
- 1993 : Les Chroniques de San Francisco - Saison 1 : Michael Tolliver
- 2018 : L'Aliéniste - Saison 1 - Episodes 2 - 5 - 10 : Charlie Delmonico[2]